# Puchar Zdobywców Pucharów (1967/1968)
VIII Puchar Europy Zdobywców Pucharów 1967/1968

(ang. European Cup Winners’ Cup)

## 1/16 finału
| A.C. Milan – Lewski Sofia 5:1 i 1:1 1 20.09 1967 1:0 Sormani 50, 2:0 Hamrin 51, 2:1 Asparuchow 63, 3:1 Hamrin 74, 4:1 Anquilletti 81, 5:1 Anquilletti 86 2 11.10 1967 1:0 Sormani 12, Asparuchow 75 |
| Rába ETO – Apollon Limassol 5:0 i 4:0 1 20.09 1967 1:0 Nell 19, 2:0 Györffi 25, 3:0 Varsanyi 48, 4:0 Szalo 80, 5:0 Szalo 83 2 23.09 1967 1:0 Kiss 63, 2:0 Szalo 65, 3:0 Varsanyi 72, 4:0 Stolcz 79 (mecz w Székesfehérvár) |
| Aberdeen F.C. – Knattspyrnufélag Reykjavíkur 10:0 i 4:1 1 06.09 1967 1:0 Munro 19, 2:0 Storrie 21, 3:0 J.Smith 31, 4:0 McMillan 45, 5:0 Taylor 48, 6:0 Munro 52, 7:0 Storrie 57, 8:0 Munro 61, 9:0 Petersen 72, 10:0 J.Smith 80 2 13.09 1967 1:0 Storrie 43, 2:0 Buchan 44, 3:0 Storrie 58, 4:0 Munro 53, 4:1 Hafsteinsson 72 |
| Altay SK – Standard Liège 2:3 i 0:0 1 20.09 1967 0:1 Colonval 11, 1:1 Dogan 23, 2:1 Ender 41, 2:2 Claessen 72, 2:3 Claessen 82 2 18.10 1967 |
| Valencia CF – Crusaders F.C. 4:0 i 4:2 1 20.09 1967 1:0 Ansola 2, 2:0 Ansola 13, 3:0 Jara 28k, 4:0 Waldo 55 2 11.10 1967 0:1 Trainer 3, 1:1 Paquito 14, 2:1 Paquito 33, 3:1 Ansola 41, 4:1 Paquito 63, 4:2 Magill 69 |
| Austria Wiedeń – Steaua Bukareszt 0:2 i 1:2 1 13.09 1967 0:1 Soo 42, 0:2 Sorin-Avram 70 2 27.09 1967 0:1 Manea 24, 1:1 Markovic 38, 1:2 Negrea 85 |
| Fredrikstad FK – Vitória Setúbal 1:5 i 1:2 1 20.09 1967 0:1 Pedras 20, 0:2 Pedras 33, 0:3 José Maria 43, 0:4 Guerreiro 63, 1:4 Fuglseth 72, 1:5 Guerreiro 78 2 05.10 1967 0:1 Pedras 5, 0:2 Armando 50, 1:2 Arntzen 59 |
| Bayern Monachium – Panathinaikos AO 5:0 i 2:1 1 20.09 1967 1:0 G.Müller 12k, 2:0 Kupferschmidt 24, 3:0 Beckenbauer 31, 4:0 G.Müller 47, 5:0 Jung 56 2 18.10 1967 1:0 G.Müller 8, 1:1 Kalaitzidis 68, 2:1 Koulmann 89 |
| Shamrock Rovers – Cardiff City 1:1 i 0:2 1 20.09 1967 1:0 Gilbert 16, 1:1 King 48 2 04.10 1967 0:1 Toshack 30, 0:2 Brown 74k |
| Floriana FC – NAC Breda 1:2 i 0:1 1 21.09 1967 0:1 Visschers 49, 1:1 Buttigieg 51, 1:2 Visschers 59 (mecz w Gzirze) 2 12.10 1967 0:1 Pirard 55 (mecz w Eindhoven) |
| Lausanne Sports – Spartak Trnawa 3:2 i 0:2 1 20.09 1967 0:1 Švec 8, 0:2 Švec 17, 1:2 Kerkhoffs 33, 2:2 Kerkhoffs 43, 3:2 Armbruster 90 2 11.10 1967 0:1 Adamec 25, 0:2 Martinkovic 90 |
| Torpedo Moskwa – Sachsenring Zwickau 0:0 i 1:0 1 20.09 1967 2 04.10 1967 1:0 Strelcow 68 |
| Aris Bonnevoie – Olympique Lyon 0:3 i 1:2 1 20.09 1967 0:1 Pin 22, 0:2 Di Nauo 39, 0:3 Di Nauo 63 2 04.10 1967 0:1 Pin 5, 0:2 Maison 28k, 1:2 Heger 79 |
| Hajduk Split – Tottenham Hotspur 0:2 i 3:4 1 20.09 1967 0:1 Robertson 4, 0:2 Greaves 88 2 27.09 1967 0:1 Robertson 20, 0:2 Gilzean 34, 0:3 Venables 38, 1:3 Vardić 81, 2:3 Musović 82, 2:4 Robertson 83, 3:4 Hlevnjak 89 |
| Helsingin Jalkapalloklubi – Wisła Kraków 1:4 i 0:4 1 20.09 1967 0:1 Skupnik 10, 0:2 Lendzion 14, 0:3 Lendzion 27, 0:4 Sykta 66, 1:4 Pajo 76 2 04.10 1967 0:1 Rejniala 25s, 0:2 Skupnik 44, 0:3 Wójcik 60, 0:4 Sykta 79 |
| Hamburger SV – Randers Freja 5:3 i 2:0 1 06.09 1967 1:0 Seeler 3, 1:1 Andreasen 18, 2:1 Seeler 28, 3:1 Krämer 55, 4:1 Hönig 64, 4:2 Sörensen 68, 5:2 Seeler 83, 5:3 Gaardsö 90 2 20.09 1967 1:0 Kurbjuhn 2, 2:0 Dieckmann 21                                                                                                  |

## 1/8 finału
| Rába ETO – A.C. Milan 2:2 i 1:1 1 22.11 1967 0:1 Sormani 19, 1:1 Györffi 29, 2:1 Györffi 80, 2:2 Sormani 81 2 07.12 1967 1:0 Szalo 6, 1:1 Prati 22                                                                                       |
| Standard Liège – Aberdeen F.C. 3:0 i 0:2 1 29.11 1967 1:0 Claessen 6, 2:0 Cajou 10, 3:0 Pilot 64 2 06.12 1967 0:1 Munro 20, 0:2 Melrose 66                                                                                               |
| Valencia CF – Steaua Bukareszt 3:0 i 0:1 1 30.11 1967 1:0 Claramunt 1, 2:0 Ansola 42, 3:0 Ansola 73 2 14.12 1967 0:1 Constantin 12 |
| Bayern Monachium – Vitória Setúbal 6:2 i 1:1 1 08.11 1967 0:1 Pedras 6, 1:1 G.Müller 7, 2:1 Brenninger 20, 3:1 Ohlhauser 26, 4:1 Nafziger 49, 5:1 G.Müller 61, 5:2 Tomé 80, 6:2 G.Müller 88 2 14.11 1967 0:1 Pedras 70, 1:1 Ohlhauser 85 |
| NAC Breda – Cardiff City 1:1 i 1:4 1 15.11 1967 1:0 Visschers 9, 1:1 King 23 (mecz w Eindhoven) 2 29.11 1967 0:1 Brown 3, 0:2 Jones 20, 1:2 Nouwens 32, 1:3 Clarke 68, 1:4 Toshack 70                                                    |
| Torpedo Moskwa – Spartak Trnawa 3:0 i 3:1 1 25.11 1967 1:0 Szczerbakow 12, 2:0 Pachomow 41, 3:0 Woronin 62 (mecz w Taszkencie) 2 30.11 1967 1:0 Pajs 10, 2:0 Strelcow 16, 3:0 Strelcow 57, 3:1 Kuna 63                                   |
| Olympique Lyon – Tottenham Hotspur 1:0 i 3:4 1 29.11 1967 1:0 Di Nallo 75 2 13.12 1967 0:1 Greaves 20, 0:2 Greaves 45k, 1:2 Di Nallo 54, 1:3 Jones 55, 2:3 Rambert 58, 2:4 Gilzean 69, 3:4 Bouassa 79                                    |
| Wisła Kraków – Hamburger SV 0:1 i 0:4 1 15.11 1967 0:1 Seeler 82 2 29.11 1967 0:1 H.Schulz 24, 0:2 Kurbjuhn 41, 0:3 H.Schulz 43, 0:4 Seeler 57                                                                                           |

## 1/4 finału
| Standard Liège – A.C. Milan 1:1 i 1:1 (dog), dod. 0:2 1 28.02 1968 0:1 Prati 20, 1:1 Claessen 32 2 13.03 1968 0:1 Rognoni 40, 1:1 Cajou 74 3 20.03 1968 0:1 Prati 3, 0:2 Rivera 47 (baraż w Mediolanie)         |
| Valencia CF – Bayern Monachium 1:1 i 0:1 1 14.02 1968 1:0 Vilar 4, 1:1 Mestre 76s 2 13.03 1968 0:1 G. Müller 3                                                                                                  |
| Cardiff City – Torpedo Moskwa 1:0 i 0:1 (dog), dod. 1:0 1 06.03 1968 1:0 Jones 44 2 19.03 1968 0:1 Gerszkowicz 32 (mecz w Taszkencie) 3 03.04 1968 1:0 Dean 42 (mecz w Augsburgu)                               |
| Hamburger SV – Olympique Lyon 2:0 i 0:2 (dog), dod. 2:0 1 21.02 1968 1:0 Dieckmann 80, 2:0 Dörfel 82 2 13.03 1968 0:1 Di Nallo 19, 0:2 Di Nallo 82 3 20.03 1968 1:0 Seeler 47, 2:0 Seeler 59k (mecz w Hamburgu) |

## 1/2 finału
| A.C. Milan – Bayern Monachium 2:0 i 0:0 1 01.05 1968 1:0 Sormani 51, 2:0 Prati 73 2 08.05 1968                                                                    |
| Hamburger SV – Cardiff City 1:1 i 3:2 1 24.04 1968 0:1 Sean 4, 1:1 Sandmann 68 2 01.05 1968 0:1 Dean 11, 1:1 Hönig 16, 1:2 Harris 78, 2:2 Hönig 81, 3:2 Seeler 86 |

## Finał
| 23 maja 1968 Rotterdam De Kuip (53 276) A.C. Milan – Hamburger SV 2:0 (2:0) Sędzia: José Ortiz de Mendíbil Monasterio (Hiszpania) Bramki: 1:0 Kurt Hamrin 3, 2:0 Kurt Hamrin 15 Associazione Calcio Milan (trener Nereo Rocco): Fabio Cudicini – Angelo Anquilletti, Roberto Rosato, Giovanni Trapattoni, Karl-Heinz Schnellinger, Giovanni Lodetti, Gianni Rivera (kapitan), Nevio Scala, Kurt Hamrin, Angelo Benedicto Sormani, Pierino Prati Hamburger Sport-Verein (trener Kurt Koch): Arkoc Özcan – Helmut Sandmann, Willi Schulz, Holger Dieckmann, Jürgen Kurbjuhn, Werner Krämer, Egon Horst, Bernd Dörfel, Uwe Seeler (kapitan), Franz-Josef Hönig, Gert Dörfel |